# Claus Uhlig
Claus Uhlig (* 5. November 1936 in Berlin; † 29. Januar 2015 in Marburg) war ein deutscher Anglist.

## Leben
Nach der Promotion zum Dr. phil. an der Universität Hamburg 1966 und der Habilitation 1971 war er dort von 1972 bis 1973 Privatdozent für Englische Philologie und von 1973 bis 1978 als Professor für Englische Philologie. Von 1978 bis zu seiner Emeritierung 2005 lehrte er an der Philipps-Universität Marburg.

## Schriften (Auswahl)
- Klio und Natio. Studien zu Spenser und der englischen Renaissance. Heidelberg 1995, ISBN 3-8253-0329-2.
- Literatur und Philosophie. Studien zu ihrer Interaktion von der Renaissance bis zur Moderne. Heidelberg 2004, ISBN 3-8253-1698-X.
- Text und Zeit. Studien zur literarischen Historiographie. Heidelberg 2005, ISBN 3-8253-5082-7.
- Jane Austens Romane. Kostüme, Dialoge und Philosophie. Marburg 2012, ISBN 978-3-943556-11-7.